# 短鰭麗脂鯉
短鰭麗脂鯉，為輻鰭魚綱脂鯉目脂鯉亞目脂鯉科的其中一個種，為熱帶淡水魚，分布於南美洲烏拉圭河上游及Jacuí河流域，體長可達6.3公分，棲息在底中層水域，生活習性不明。

## 扩展阅读
維基物種上的相關：短鰭麗脂鯉